# Лань Фоань
Лань Фоань (кит. 蓝佛安; род. июнь 1962, Хойдун, Гуандун) — китайский государственный и политический деятель, секретарь (глава) провинции Шаньси с 29 декабря 2022 года.
Ранее губернатор провинции Шаньси (2021—2022), член Центральной комиссии КПК по проверке дисциплины 19-го созыва, секретарь парткома КПК города Шаогуань (2015—2016).
Член Центрального комитета Компартии Китая 20-го созыва.

## Биография
Родился в июне 1962 года в уезде Хойдун городского округа Хойчжоу, провинция Гуандун.
В 1985 году после окончания Хубэйского финансово-экономического института (ныне Чжуннаньский университет экономики и права) был направлен по распределению в региональное подразделение Министерства финансов Китайской Народной Республики. С ноября 1988 года работал в финансовом управлении администрации провинции Гуандун, пройдя трудовой путь от главного специалиста до начальника управления. В марте 1999 года назначен вице-мэром города Дунгуань, проработал на этой должности два года, затем вернулся в финуправление администрации Гуандуна. В апреле 2007 года вступил в должность секретаря партотделения контрольно-ревизионного управления в правительстве провинции.
В марте 2015 года направлен секретарём парткома КПК в город Шаогуань, в марте следующего года занял пост вице-губернатора провинции Гуандун.
В марте 2017 года получил назначение в соседнюю провинцию Хайнань на должность главы провинциальной Комиссии по проверке дисциплины. Одновременно вошёл в состав Постоянного комитета парткома КПК провинции.
4 июня 2021 года на 28-й сессии Постоянного комитета Собрания народных представителей провинции Шаньси 13-го созыва назначен временно исполняющим обязанности губернатора провинции. 25 июня утверждён в должности губернатора решением 5-й сессии СНП Шаньси 13-го созыва.
29 декабря 2022 года решением Центрального комитета Компартии Китая назначен на высшую региональную позицию секретарём (главой) парткома КПК провинции Шаньси.
28 сентября 2023 года его сменил Лань Фоань на посту секретаря Коммунистической партии Министерства финансов. 24 октября 2023 года назначен на пост министра финансов.